# 羅馬 (緬因州)
羅馬（英語：Rome）是一個位於美國緬因州肯納貝克縣的市鎮。

## 人口
根據2020年美國人口普查的數據，羅馬的面積為82.15平方千米，當中陸地面積為65.81平方千米，而水域面積為16.34平方千米。當地共有人口1148人，而人口密度為每平方千米14人。